# شركة بيشة للتنمية الزراعية
شركة بيشة للتنمية الزراعية هي شركة مساهمة سعودية، تأسست في الأول من أكتوبر عام 1990، يبلغ رأس مال الشركة خمسين مليون ريال سعودي. يتركز نشاط الشركة في إقامة الصناعات الغذائية والحيوانية، خصوصا تعليب التمور وتصنيعها، وتملك الأراضي وتجارة الحبوب والبذور وتصنيع المعدات الزراعية لمواجهة احتياجات الشركة وإقامة مخازن التبريد وورش الإصلاح والصيانة  منيت الشركة بخسائر كبرى في ظل ما عرف بأزمة سوق الأسهم فبراير 2006. وفي عام 2014 بلغت خسائرها المتراكمة 64 مليون ريال. وفي عام 2017 ألغت هيئة السوق المالية إدراج أسهم الشركة في السوق المالية السعودية (تداول)، وهي ثالث شركة يتم إلغاؤها من السوق السعودي.

## الاندماج
في عام 2017 أعلنت شركة بيشة للتنمية الزراعية دراستها عروض للاندماج مع شركات أخرى.